# Antonio Janigro
Antonio Janigro   (Milà, 21 de gener de 1918 - Milà, 1 de maig de 1989) va ser un violoncel·lista i director italià, fundador el 1953 del grup de cambra I Solisti di Zagreb.

## Biografia
Janigro va començar a estudiar piano als sis anys, i violoncel als vuit. En aquella època li va regalar un violoncel Giovanni Berti, que també li va donar les primeres lliçons. De seguida es va enamorar de l'instrument. A Milà va estudiar amb Gilberto Crepax. L'any 1929 va tenir l'oportunitat de tocar per a Pau Casals, que va escriure d'ell que era «un instrumentista brillant amb un estil refinat que, amb prou determinació, esdevindrà un exponent autoritzat del nostre instrument».
Janigro va esperar fins al 1934, quan tenia setze anys, i després es va traslladar a estudiar a l'École Normale de París. Amb Casals i Alexanian, Cortot, Thibaud, Paul Dukas, Nadia Boulanger, Stravinski i altres. Dinu Lipatti i Ginette Neveu van ser els seus companys d'estudis.
Va començar la seva carrera en solitari immediatament (1937), tocant en concert amb Dinu Lipatti i Paul Badura-Skoda. Sovint viatjava en tren entre Milà i París, sempre buscant un compartiment buit on estudiar el violoncel. El 1939, en esclatar la Segona Guerra Mundial, Janigro estava de vacances a Iugoslàvia. El Conservatori de Zagreb li va oferir una plaça de professor de violoncel i música de cambra. En aquell moment històric va fundar l'escola de violoncel a Iugoslàvia i també va trobar oportunitats de desenvolupament personal. A Zagreb va conèixer un altre violoncel·lista famós, Rudolf Matz, i junts van fundar una associació que reunia molts violoncel·listes.
Com a solista va viatjar molt per Sud-amèrica i arreu d'Europa.

## Director d'orquestra
També es va fer conegut com a director d'orquestra. La ràdio de Zagreb li va demanar que formés una orquestra simfònica de la qual era el director titular i sota els seus auspicis es va fundar una de les orquestres de cambra més prestigioses del seu temps, I Solisti di Zagreb, que encara actua. A Salzburg va dirigir la Camerata Academica i va fer classes magistrals al Mozarteum. Va continuar la seva activitat docent a Portugal, Gran Bretanya i Canadà i com a director convidat a molts països europeus. Va passar la resta de la seva vida a Milà, on va morir el 1989.

## Enregistraments (selecció)
Va fer més de 50 enregistraments, entre ells:
- Antonio Vivaldi: Concerts per a diferents instruments. Els solistes de Zagreb, director Antonio Janigro. The Bach Guild, LP Stereolab de Vanguard Records, BG / BGS-70665, dècada de 1960.
- J. S. Bach: Les 6 suites per a violoncel (1954, Westminster/Doremi DHR-8014 ~ 5)
- J. S. Bach: Les 3 sonates per a violoncel i clavecí, Robert Veyron-Lacroix (clavicèmbal) (1954, Westminster/Doremi DHR-8014 ~ 5)
- Luigi Boccherini: Concert per a violoncel en si bemoll major, Orquestra Simfònica de Praga dirigida per Milan Horvat (1948, Westminster/Doremi DHR-8016)
- Antonín Dvořák: Concert per a violoncel en si menor, Janigro - solista, Orquestra de l'Òpera Estatal de Viena dirigida per Dean Dixon, (Westminster/ABC Records W-9716)

## Estudiants
Entre els seus alumnes més coneguts hi ha: Enrico Dindo, Giovanni Sollima, Mario Brunello, Antonio Meneses i Michael Flaksman.